# Мануел Кельяну
Мануел Кельяну (порт. Manuel Keliano, нар. 16 січня 2003, Луанда) — ангольський футболіст, півзахисник португальського клубу «Ештрела» та національної збірної Анголи.
Виступав також за клуб «Примейру де Агошту».

## Клубна кар'єра
Народився 16 січня 2003 року в місті Луанда. Вихованець футбольної школи клубу «Примейру де Агошту». Дорослу футбольну кар'єру розпочав 2022 року в основній команді того ж клубу, в якій провів один сезон, взявши участь у 24 матчах чемпіонату. Більшість часу, проведеного у складі «Примейру де Агошту», був основним гравцем команди.
До складу клубу «Ештрела» приєднався 2023 року. Станом на 16 березня 2025 року відіграв за клуб з Амадори 26 матчів в національному чемпіонаті.

## Виступи за збірну
У 2023 році дебютував в офіційних матчах у складі національної збірної Анголи.
У складі збірної був учасником Кубка африканських націй 2023 року у Кот-д'Івуарі.
| Дата       | Місто        | Господарі  | Результат | Гості      | Турнір                                       | Голи | Примітки |
| ---------- | ------------ | ---------- | --------- | ---------- | -------------------------------------------- | ---- | -------- |
| 20-1-2023  | Бір-ель-Джір | Ангола     | 0 – 0     | Мавританія | Чемпіонат африканських націй 2022 - 1-й етап | -    | 58'      |
| 12-9-2023  | Тегеран      | Іран       | 4 – 0     | Ангола     | товариський матч                             | -    |          |
| 17-10-2023 | Сетубал      | Ангола     | 0 – 0     | ДР Конго   | товариський матч                             | -    |          |
| 16-11-2023 | Прая         | Кабо-Верде | 0 – 0     | Ангола     | Відбір до ЧС 2026                            | -    |          |
| 21-11-2023 | Сен-П'єр     | Маврикій   | 0 – 0     | Ангола     | Відбір до ЧС 2026                            | -    |          |
| 6-1-2024   | Дубай        | ДР Конго   | 0 – 0     | Ангола     | товариський матч                             | -    | 73'      |
| 10-1-2024  | Дубай        | Бахрейн    | 0 – 3     | Ангола     | товариський матч                             | -    |          |
| 15-1-2024  | Буаке        | Алжир      | 1 – 1     | Ангола     | Кубок африканських націй 2023 - 1-й етап     | -    | 88'      |
| 20-1-2024  | Буаке        | Мавританія | 2 – 3     | Ангола     | Кубок африканських націй 2023 - 1-й етап     | -    | 61'      |
| 27-1-2024  | Буаке        | Ангола     | 3 – 0     | Намібія    | Кубок африканських націй 2023 - 1/8 фіналу   | -    | 70'      |
| Усього     |              | Матчів     | 10        |            | Голів                                        | 0    |          |